# مسجد ابن عيد
وهو من المساجد القديمة الأثرية في محافظة البصرة، ويذكر انه أسس وبني قبل 300 عام حيث بني من قبل المحسنين وتم إعادة بناءه وشيده محمد بن عيد النجدي عام 1928م، ولذلك أطلق عليه أسمه، ويقع في محلة المشراق وسط مدينة البصرة القديمة بالقرب من جامع الكواز، ولقد جرى هدمه وإزالته وتجديد بناءه بالطابوق، عام 1414هجري/1994م، مع بقاءه على زخرفته القديمة، وتقام فيه حاليا الصلوات الخمس.
يبلغ عرض الحرم نحو 12 مترا وبطول 6 أمتار، وفيه غرفتان احداهما للإمام واخرى مخزن، وقاعة كبيرة، وفيه منارة مئذنة قديمة، ومقابل الحرم طارمة بعرضه وبطول 5 أمتار.